# Eleição presidencial da Rússia em 2018
A eleição presidencial da Rússia em 2018 ocorreu em 18 de março do supracitado ano. O presidente em exercício, Vladimir Putin, ganhou a reeleição para seu quarto mandato com cerca de 77 por cento dos votos, evitando o segundo turno.
Em 6 de dezembro de 2017, Putin anunciou que buscaria reeleger-se para um quarto mandato, sendo o segundo consecutivo. Com base em pesquisas de opinião, era ele quem ganharia a eleição.
Outros candidatos nas eleições incluíram Pavel Grudinin, do Partido Comunista, que recebeu cerca de 12 por cento dos votos (o mais baixo da história do partido) e Vladimir Zhirinovsky, do LDPR, que acolheu cerca de 6 por cento dos votos. No dia 25 de dezembro de 2017, a Comissão eleitoral rejeitou candidatura presidencial de Alexei Navalny devido a uma condenação anterior por corrupção — seus apoiantes e observadores internacionais afirmaram que a sentença foi motivada por questões políticas.

## Resultados Oficiais
| Candidatos              | Candidatos              | Partido                   | 1.ª Volta   | 1.ª Volta       |
| Candidatos              | Candidatos              | Partido                   | Votos       | %               |
| ----------------------- | ----------------------- | ------------------------- | ----------- | --------------- |
|                         | Vladimir Putin          | Independente              | 56 430 712  | 76,69 / 100,00  |
|                         | Pavel Grudinin          | Partido Comunista         | 8 659 206   | 11,77 / 100,00  |
|                         | Vladímir Jirinóvski     | Partido Liberal Democrata | 4 154 985   | 5,65 / 100,00   |
|                         | Ksenia Sobchak          | Iniciativa Cívica         | 1 238 031   | 1,68 / 100,00   |
|                         | Grigory Yavlinsky       | Yabloko                   | 769 644     | 1,05 / 100,00   |
|                         | Boris Titov             | Partido do Crescimento    | 556 801     | 0,76 / 100,00   |
|                         | Maxim Suraykin          | Comunistas da Rússia      | 499 342     | 0,68 / 100,00   |
|                         | Sergey Baburin          | União Popular Panrussa    | 479 013     | 0,65 / 100,00   |
| Votos Inválidos         | Votos Inválidos         | Votos Inválidos           | 791 258     | 1,08 / 100,00   |
| Total                   | Total                   | Total                     | 73 578 992  | 100,00 / 100,00 |
| Eleitorado/Participação | Eleitorado/Participação | Eleitorado/Participação   | 109 008 428 | 67,50 / 100,00  |
| Fonte                   | Fonte                   | Fonte                     | [ 13 ]      | [ 13 ]          |